# Holly Randall

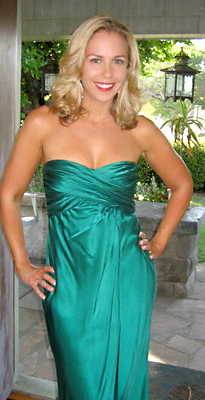
Holly Randall, 2007

Holly Randall (n. 5 de setembre de 1978) és una fotògrafa eròtica nascuda als Estats Units. És la filla de la també fotògrafa eròtica Suze Randall i de l'autor Humphry Knipe.

## Biografia
Holly Randall va ser nomenada pel lloc on va néixer, l'Hospital Hollywood Presbyterian Medical Center. Randall va ser corredora de cavalls per 13 anys, per retirar-se després de guanyar en tres esdeveniments diaris Preliminars als Campionats. Tenia 20 anys i era estudiant del Brooks Institute of Photography en Santa Bàrbara, Califòrnia, quan la seva mare li va demanar ajuda a la pàgina web familiar Suze.net.
Va tornar a casa, i es va fer amiga d'algunes de les models de la seva mare, especialment d'Aria Giovanni, Aimee Sweet, Alexis Winston, Casey Parker i Sunny Leone. Holly Randall va començar a fer dissenys per suze.net. En 2005, el seu estil elegant de treball va fer que les seves fotos cobrissin totes les revistes per a adults dels Estats Units. Randall després va pujar el seu treball a la seva pròpia pàgina web hollyrandall.com.
Randall es va graduar de la Universitat UCLA, en setembre de 2003, en Literatura Internacional. A més escriu una columna mensual per la revista Xbiz, i un blog bisexual per al lloc web sex.com.
En 2004 va iniciar dirigint diversos videos per Suze Randall Productions, incloent Addicted to Sex i Undressed and Oversexed. Holly ara produeix totes les pel·lícules de Suze.
Recentment Holly i Suze Randall van ser entrevistades en el programa Secret Lives of Women: Sex for Sale, així com en el canal de Playboy, en els programes Sexcetera i Insider.
Holly ha posat semi nua per a la fotògrafa alemanya Beatrice Neumann i per al fotògraf nord-americà Mark Daughn.